# Casimiro Molins Ribot
Casimiro Molins Ribot (Barcelona, 15 de gener de 1920 - Barcelona, 25 de juny de 2017) fou un empresari català, membre del consell d'administració de Cementos Molins durant 71 anys, on ocupà diversos càrrecs, inclòs el de President entre 1986 i 2017.

## Biografia
Es llicencià en Dret a la Universitat de Barcelona i el 1942 marxà a Lleó per a treballar a Carbones del Esla, però aviat deixà la feina per treballar a Ciments Molins S.A, empresa creada pel seu avi Joan Molins Parera i pel seu pare Joaquín Molins, de la qual fou nomenat secretari del consell d'administració el 1945.
El 1972 en fou nomenat conseller delegat i el 1986, en morir el seu germà gran Joan Molins Ribot, fou nomenat president.
Com a President de Cementos Molins va aconseguir unificar les tres branques accionistes de la família: la dels seus fills (Molins López-Rodó), la dels seus nebots Molins Amat i la dels seus nebots provinents del segon matrimoni del seu pare, els Molins Gil.
Com a empresari, va ser conseller del Banco Popular i de Popularinsa SA, va treballar com a conseller i President del Banco Atlántico entre 1961 i 1983. També va ser president honorari de la Unió Europea d'Inversions.

## Vida personal
Es va casar amb Maria Dolores López-Rodó, a qui va conèixer perquè era germana d'un company de facultat, Laureà López Rodo (qui esdevindria posteriorment un dels ministres de Franco). Casimir i Maria Dolores es van conèixer a Sant Feliu de Codines, on els pares de les dues famílies tenien una casa.
Van tenir sis fills. Un d'ells, Javier, va treballar a l'empresa familiar, fins que va deixar el càrrec durant la dècada de 1990. Un altre fill, Laureà Molins López-Rodó, és un conegut cirurgià, responsable de les intervencions quirúrgiques de Joan Carles I. També és fill seu Joaquim Molins López-Rodó, catedràtic emèrit de la UAB.
Casimiro Molins fou un membre destacat de l'Opus Dei, esdevenint un dels importants finançadors del projecte a Catalunya. El 2017, quan va morir, la seva filla Anna Maria Molins López-Rodó el va succeir al consell d'administració del Banco Popular. Va deixar sis fills i 24 néts.

## Premis i reconeixements
El 2012 va rebre la Creu de Sant Jordi.